# Raspodijeljeni napad uskraćivanjem resursa
Raspodijeljeni napad uskraćivanjem resursa, distribuirani napad uskraćivanjem resursa (eng. distributed denial-of-service attack, DDoS) je sprječavanje pristupa računalnom sustavu korištenjem brojnih raspršenih resursa koji se većinom nalaze na Internetu. Uobičajeni način na koji se sprječava pristup računalnom sustavu ili sustavima je kroz preopterećivanje računalne mreže slanjem mnogostrukih zahtjeva prema poslužitelju, tako da se zaustavi legitimni promet prema tim poslužiteljima. Mete DDoS napada većinom su visokoprofilni mrežni poslužitelji, banke, tvrtke koje obrađuju informacije s kreditnim karticama, te korijenski (root) DNS poslužitelji. Cilj DDoS napada je razbiti sigurnosne sustave koji brane poslužitelje tako da se mogu dokopati vrijednih informacija koje poslužitelji pohranjuju. DDoS metode napada također se koriste u kibernetičkom ratovanju za onesposobljavanje internetskog sustava neke države.
Za napade se napadač(i) služe otetim računalima zvanim zombijima (eng. zombie) čiji vlasnici nisu upoznati s činjenicom da njihovo računalo generira napade uskraćivanjem resursa na neko računalo ili računala na Internetu. Ovako je moguže stvarati velike količine prometa na napadnutim mrežnim segmentima čiji je dio i napadnuto računalo ili mrežni uređaj.
Druga vrsta raspodijeljenog napada uskraćivanjem resursa je DRDoS.

## Vanjske poveznice
- CROSBI Šincek, Dario; Vrbanec, Tedo: Distribuirani napad uskraćivanjem usluga
- FER Bruna Anđelić: Mrežni DDoS napadi